# Dusolina Giannini
Dusolina Giannini (ur. 19 grudnia 1900 w Filadelfii, zm. 26 czerwca 1986 w Zurychu) – amerykańska śpiewaczka operowa pochodzenia włoskiego, sopran.

## Życiorys
Była córką śpiewaka Ferruccio Gianniniego i siostrą kompozytora Vittorio Gianniniego. Podstawy edukacji muzycznej otrzymała w domu, następnie uczyła się u Marceliny Sembrich-Kochańskiej w Curtis Institute of Music w Filadelfii. Debiutowała jako śpiewaczka koncertowa w 1920 roku, w 1923 roku wystąpiła w nowojorskiej Carnegie Hall. W 1925 roku w Hamburgu kreowała swoją pierwszą rolę operową (tytułowa partia w Aidzie Giuseppe Verdiego). W kolejnych latach śpiewała w Berlinie, Wiedniu i Londynie. Od 1934 do 1936 roku występowała w Salzburgu, kreując rolę Donny Anny w Don Giovannim pod batutą Bruno Waltera. W latach 1936–1941 śpiewała w nowojorskiej Metropolitan Opera. Po II wojnie światowej występowała w Europie, w 1961 roku zakończyła karierę sceniczną i poświęciła się pracy pedagogicznej.
Zasłynęła przede wszystkim tytułowymi rolami w Carmen i Aidzie. Kreowała rolę Hester w prapremierowym przedstawieniu opery swojego brata The Scarlet Letter (1938).